# 1 E13 s
Za primerjavo različnih redov velikosti za različna časovna obdobja je na tej strani nekaj dogodkov, ki trajajo med 1013 in 1014 sekundami (320.000 in 3.200.000 leti).
- krajši časi
- 340.000 let -- razpolovna doba kirija-248
- 379.000 let -- čas od Velikega poka do pojavitve mikrovalovnega sevanja ozadja
- ~600.000 let -- čas, ko so bili ljudje zmožni oblikovati zvoke govorenih jezikov
- ~700.000 let -- čas od zadnjega obrata Zemljinega magnetnega polja
- 1.000.000 let -- povprečna življenjska doba modre supervelike zvezde
- 1.500.000 let -- čas od začetka pleistocena (začetek kvartarja)
- 1.500.000 let -- čas od konca pliocena (konec terciarja)
- 1.530.000 let -- razpolovna doba cirkonija-93
- 2.600.000 let -- razpolovna doba of tehnecija-97
- daljši časi